# Đầu hàng

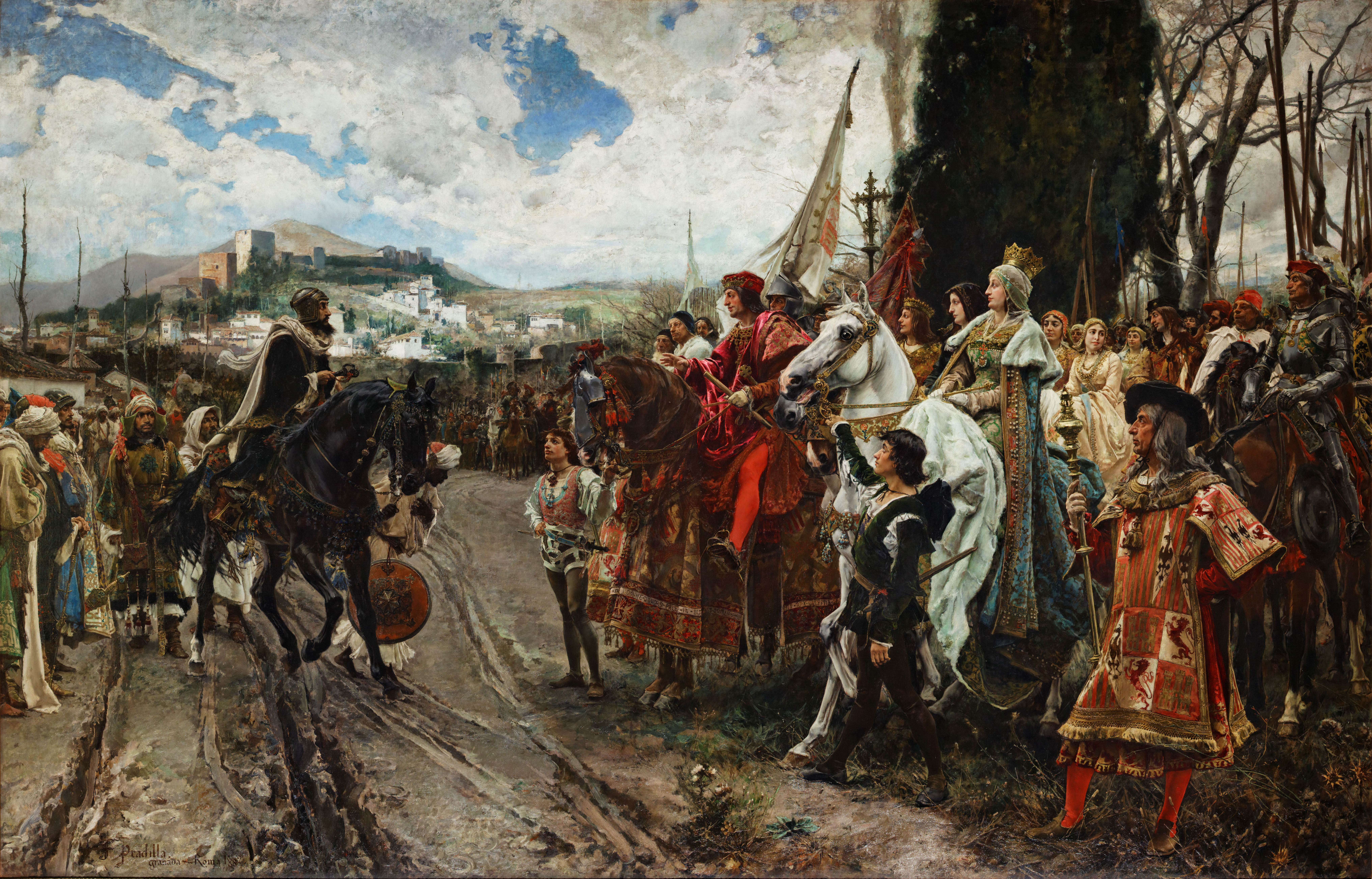
Giáo dân Hồi giáo đầu hàng Tây Ban Nha: Boabdil trao chìa khoá vào Granada cho Ferdinand và Isabella

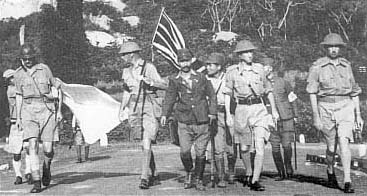
Arthur Ernest Percival dẫn 80.000 quân Anh đầu hàng Nhật Bản sau trận Singapore trong Thế chiến II.

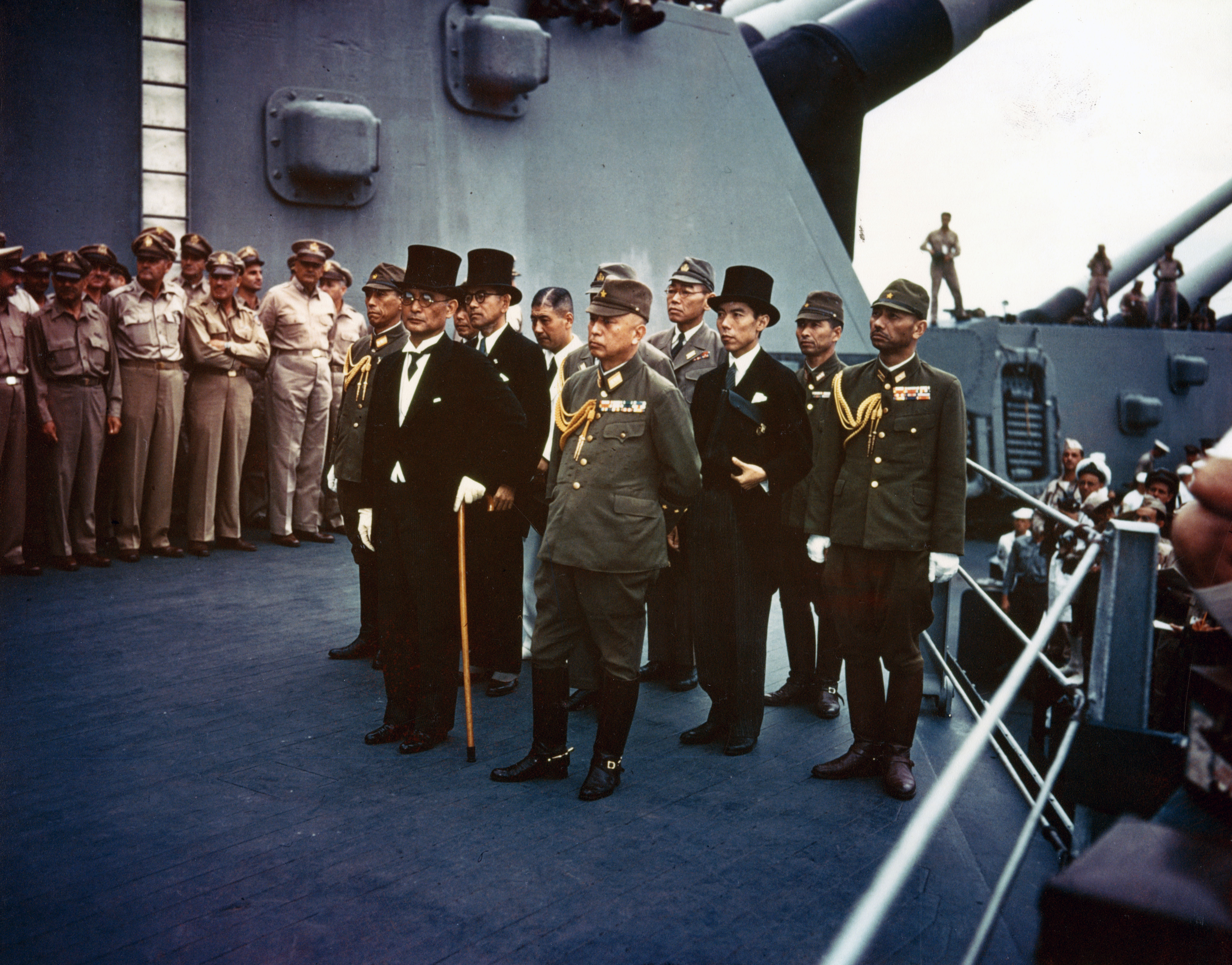
Đại diện Nhật đầu hàng Đồng Minh trên chiến hạm Missouri

Đầu hàng là khi các chiến binh, đơn vị quân sự hay quốc gia đang tham chiến quyết định ngưng chiến đấu và chấp nhận để đối phương khống chế. Binh lính bị bắt trở thành tù binh. Khi đầu hàng, chiến binh dùng cờ trắng phất lên hay bỏ vũ khí và giơ lên cao hai tay không.
Đầu hàng có thể có hay không có điều kiện, tùy theo khả năng tiếp tục chiến đấu. Phe đang thua có thể đòi hỏi phe đang thắng phải hứa vài điều kiện trước khi buông vũ khí.
Các lực lượng chính quy đa số tuân theo quy ước tù binh chiến tranh của Công ước Hague (1907) và Công ước Geneva.
Công ước Geneva 3 quy định phe thắng trận không được đối xử tàn ác với tù binh.
Quân đội Hoa Kỳ có quy định "5 S" trong đối xử với tù binh:
- Silence (im lặng): cấm nói chuyện để tránh bàn tính vượt ngục
- Search (khám xét): khám xét để tìm vũ khí hay hồ sơ tình báo
- Secure (cầm chặt): trói cột trong thời gian mới bị bắt để dễ kiểm soát
- Safeguard (an toàn): tránh không để tù binh bị thương khi còn nằm trong chiến trường
- Separate (chia cách): cách ly không cho tiếp cận giữa binh sĩ - chỉ huy, đàn ông - đàn bà, binh sĩ - thường dân, để dễ đối xử.

Một quốc gia đang tham chiến có thể đầu hàng khi các lãnh đạo ký hòa uớc hay hiệp định, có hay không có điều kiện.